# ローバル
ローバル株式会社（ROVAL CORPRATION）は、日本の塗料メーカーであり、ジンクリッチペイント（高濃度亜鉛末塗料）を中心とした特殊塗料の製造・販売を事業とする。

## 沿革
- 1955年 – ローバル株式会社創業
- 2003年 – 上海罗巴鲁富锌涂料有限公司を設立
- 2007年 – 罗巴鲁（上海）商贸有限公司を設立
- 2008年 – ROVAL USA CORPRATIONを設立

## 事業所
- 本社：大阪市中央区北浜1-1-21 第二中井ビル6F
- 工場：大阪府枚方市野村元町1-1